# King of New York
King of New York är en italiensk-amerikansk långfilm från 1990 i regi av Abel Ferrara, med Christopher Walken, David Caruso, Laurence Fishburne och Victor Argo i rollerna.

## Rollista
| Christopher Walken   | – Frank White     |
| David Caruso         | – Dennis Gilley   |
| Laurence Fishburne   | – Jimmy Jump      |
| Victor Argo          | – Roy Bishop      |
| Wesley Snipes        | – Thomas Flanigan |
| Janet Julian         | – Jennifer        |
| Joey Chin            | – Larry Wong      |
| Giancarlo Esposito   | – Lance           |
| Paul Calderon        | – Joey Dalesio    |
| Steve Buscemi        | – Test Tube       |
| Theresa Randle       | – Raye            |
| Leonard L. Thomas    | – Blood           |
| Roger Guenveur Smith | – Tanner          |
| Carrie Nygren        | – Melanie         |
| Ernest Abuba         | – King Tito       |